# Ebbe Hartz
Ebbe Hvidegård Hartz (* 11. März 1966 in Aarhus) ist ein ehemaliger dänischer Skilangläufer. 

## Werdegang
Hartz, der für den Århus Skiklub startete, nahm ab Mitte der 1980er bis 1994 an Rennen des Skilanglauf-Weltcups teil. Dabei erreichte er keine Platzierungen in den Punkterängen. Bei den nordischen Skiweltmeisterschaften 1987 in Oberstdorf lief er auf den 54. Platz über 30 km klassisch und auf den 15. Rang mit der Staffel. Seine besten Platzierungen bei den nordischen Skiweltmeisterschaften 1989 in Lahti waren der 45. Platz über 50 km Freistil sowie der 14. Rang mit der Staffel und bei den nordischen Skiweltmeisterschaften 1991 im Val di Fiemme der 48. Platz über 50 km Freistil sowie der 16. Rang mit der Staffel. Bei seinen ersten Olympischen Winterspielen im Februar 1992 in Albertville nahm er an vier Rennen teil. Dabei kam er auf den 58. Platz über 30 km klassisch, auf den 53. Rang in der Verfolgung, auf den 49. Platz über 50 km Freistil und auf den 48. Platz über 10 km klassisch. Seine besten Ergebnisse bei den nordischen Skiweltmeisterschaften im folgenden Jahr in Falun waren der 59. Platz in der Verfolgung und der 16. Rang mit der Staffel. Letztmals international startete er bei den Olympischen Winterspielen 1994 in Lillehammer. Dort belegte er den 66. Platz über 30 km Freistil, den 64. Rang über 10 km klassisch, den 61. Platz in der Verfolgung und den 57. Rang über 50 km klassisch.
Ebbe Hartz war mit der norwegischen Skilangläuferin Trude Dybendahl (1966–2024) verheiratet gewesen. Das Paar, das sich scheiden ließ, hatte zwei Söhne.

## Teilnahmen an Weltmeisterschaften und Olympischen Winterspielen

### Olympische Spiele
- 1992 Albertville: 48. Platz 10 km klassisch, 49. Platz 50 km Freistil, 53. Platz 15 km Verfolgung, 58. Platz 30 km klassisch
- 1994 Lillehammer: 57. Platz 50 km klassisch, 61. Platz 15 km Verfolgung, 64. Platz 10 km klassisch, 66. Platz 30 km Freistil

### Nordische Skiweltmeisterschaften
- 1987 Oberstdorf: 15. Platz Staffel, 54. Platz 30 km klassisch
- 1989 Lahti: 14. Platz Staffel, 45. Platz 50 km Freistil, 49. Platz 30 km klassisch, 51. Platz 15 km Freistil
- 1991 Val di Fiemme: 16. Platz Staffel, 48. Platz 50 km Freistil, 50. Platz 30 km klassisch, 50. Platz 15 km Freistil
- 1993 Falun: 16. Platz Staffel, 59. Platz 15 km Verfolgung, 72. Platz 30 km klassisch, 73. Platz 10 km klassisch